# Llumena Nou
Llumena Nou, conegut antigament com a Santa Catalina i posteriorment com a Santa Agustina, és un lloc menorquí situat al terme municipal d'Alaior amb una extensió d'unes 40 hectàrees.
Funciona, igual que la majoria de llocs menorquins i des de fa segles, pel sistema de mitgeres que consisteix en el fet que el propietari, conegut com a Es Senyor, posa les terres i el pagès s'ocupa de treballar-la. Dels beneficis que se'n treu es fan dues meitats iguales, una per cadascú. Actualment s'hi pot trobar una activitat ramadera centrada en les vaques frisones, porcs i cabres; així com una activitat agrícola centrada en la producció de menjar pel bestiar i formatge de Maó DO (Denominació d'Origen) havent obtingut el premi de millor formatge semi-curat l'any 2014 pel Consell Regulador de la Denominació d'Origen Protegida (CRDO).

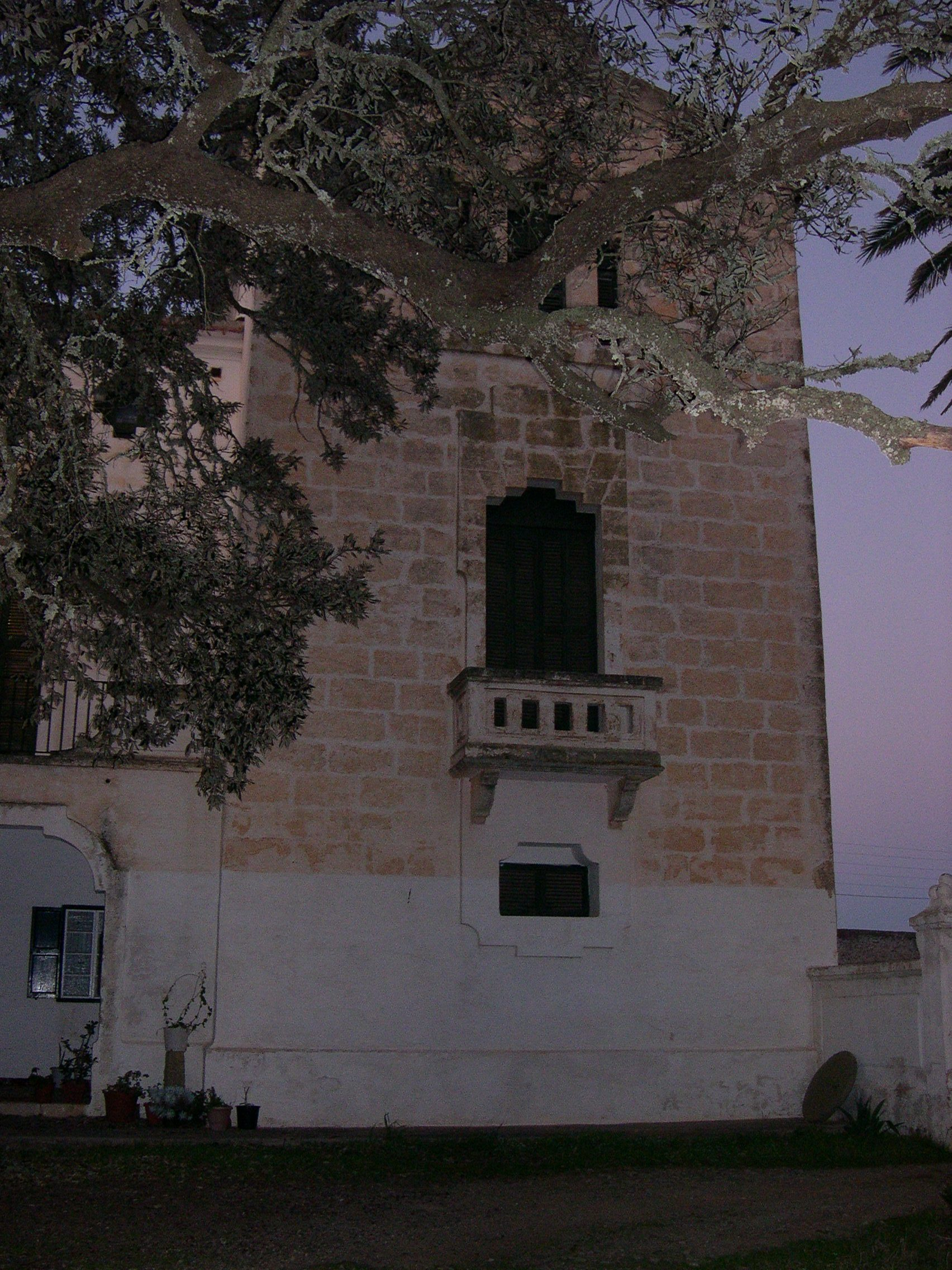
Casat de Llumena Nou

El casat de Llumena Nou és d'interès arquitectònic, ja que a principis del segle xx l'arquitecte Francesc Femenías va projectar sobre l'antic casat del lloc un nou casat de tendències modernistes propi d'un casal senyorial de l'època. El disseny és fet amb línies rectes amb cossos verticals, entrants escalonats i jocs arquitectònics amb el nombre tres.
El mes d'abril de 2011 el Casat Llumena Nou va ser nominat a catalogació, després que el Col·legi Oficial d'Arquitectes de les Illes Balears elaborés una llista d'edificis moderns, que mereixen una major protecció per part de les administracions locals.